# Awadiusz Kapłan
Awadiusz Kapłan (ur. 1886, zm. 1943?) – polski lekarz, doktor nauk medycznych.

## Życiorys
Tytuł doktora nauk medycznych otrzymał w 1912 roku. Dyrektor Szpitala Żydowskiego w Warszawie. Zajmował się chorobami wewnętrznymi; autor szeregu artykułów, współautor jednej książki. Współpracował z Józefem Skłodowskim.
W 1921 został odznaczony Krzyżem Walecznych.
Przed wybuchem II wojny światowej przeniósł się do Białegostoku. Był dyrektorem szpitala w białostockim getcie. 
Według różnych źródeł zginął w getcie białostockim w 1943 lub w Majdanku. 

## Wybrane prace
- O jodzie. Warszawskie Czasopismo Lekarskie (1932)
- O znaczeniu klinicznem nadciśnienia. Warszawskie Czasopismo Lekarskie (1929)
- Przyczynek do badania czynnościowego nerek. Polska Gazeta Lekarska (1923)
- Z kazuistyki chorób nerkowych. Warszawskie Czasopismo Lekarskie (1926)
- Insulina w praktyce. Warszawskie Czasopismo Lekarskie (1925)